# Dor Micha
Dor Micha (en hebreo: דור מיכה‎; Givatayim, 2 de marzo de 1992) es un futbolista israelí que juega en la demarcación de centrocampista para el Beitar Jerusalén de la Liga Premier de Israel.

## Selección nacional
Tras jugar con la selección de fútbol sub-18 de Israel, la sub-19 y la sub-21, finalmente hizo su debut con la selección absoluta el 24 de marzo de 2018 en un partido amistoso contra Rumania que finalizó con un resultado de 1-2 a favor del combinado rumano tras los goles de Nicolae Stanciu y George Țucudean para Rumania, y de Tomer Hemed para Israel.

## Clubes
| Club                   | País   | Año       | Partidos | Goles |
| ---------------------- | ------ | --------- | -------- | ----- |
| Maccabi Tel Aviv F. C. | Israel | 2011-2020 | 395      | 43    |
| Anorthosis Famagusta   | Chipre | 2020-2021 | 35       | 2     |
| Hapoel Be'er Sheva     | Israel | 2021-2023 | 97       | 4     |
| Beitar Jerusalén       | Israel | 2023-     | 69       | 5     |

## Palmarés

### Campeonatos nacionales
| Título                 | Club                   | País   | Año  |
| ---------------------- | ---------------------- | ------ | ---- |
| Liga Premier de Israel | Maccabi Tel Aviv F. C. | Israel | 2013 |
| Liga Premier de Israel | Maccabi Tel Aviv F. C. | Israel | 2014 |
| Copa Toto Al           | Maccabi Tel Aviv F. C. | Israel | 2015 |
| Liga Premier de Israel | Maccabi Tel Aviv F. C. | Israel | 2015 |
| Copa de Israel         | Maccabi Tel Aviv F. C. | Israel | 2015 |
| Copa Toto Al           | Maccabi Tel Aviv F. C. | Israel | 2018 |
| Copa Toto Al           | Maccabi Tel Aviv F. C. | Israel | 2019 |
| Liga Premier de Israel | Maccabi Tel Aviv F. C. | Israel | 2019 |
| Supercopa de Israel    | Maccabi Tel Aviv F. C. | Israel | 2019 |
| Liga Premier de Israel | Maccabi Tel Aviv F. C. | Israel | 2020 |
| Supercopa de Israel    | Maccabi Tel Aviv F. C. | Israel | 2020 |
| Copa de Chipre         | Anorthosis Famagusta   | Chipre | 2021 |
| Copa de Israel         | Hapoel Be'er Sheva     | Israel | 2022 |
| Supercopa de Israel    | Hapoel Be'er Sheva     | Israel | 2022 |